# 豊平村 (長野県)
豊平村（とよひらむら）は長野県諏訪郡にあった村。概ね現在の茅野市大字豊平にあたる。

## 地理
- 山：小泉山、大泉山、中山、天狗岳、東天狗、根石岳、硫黄岳、横岳
- 河川：上川[2]

## 歴史

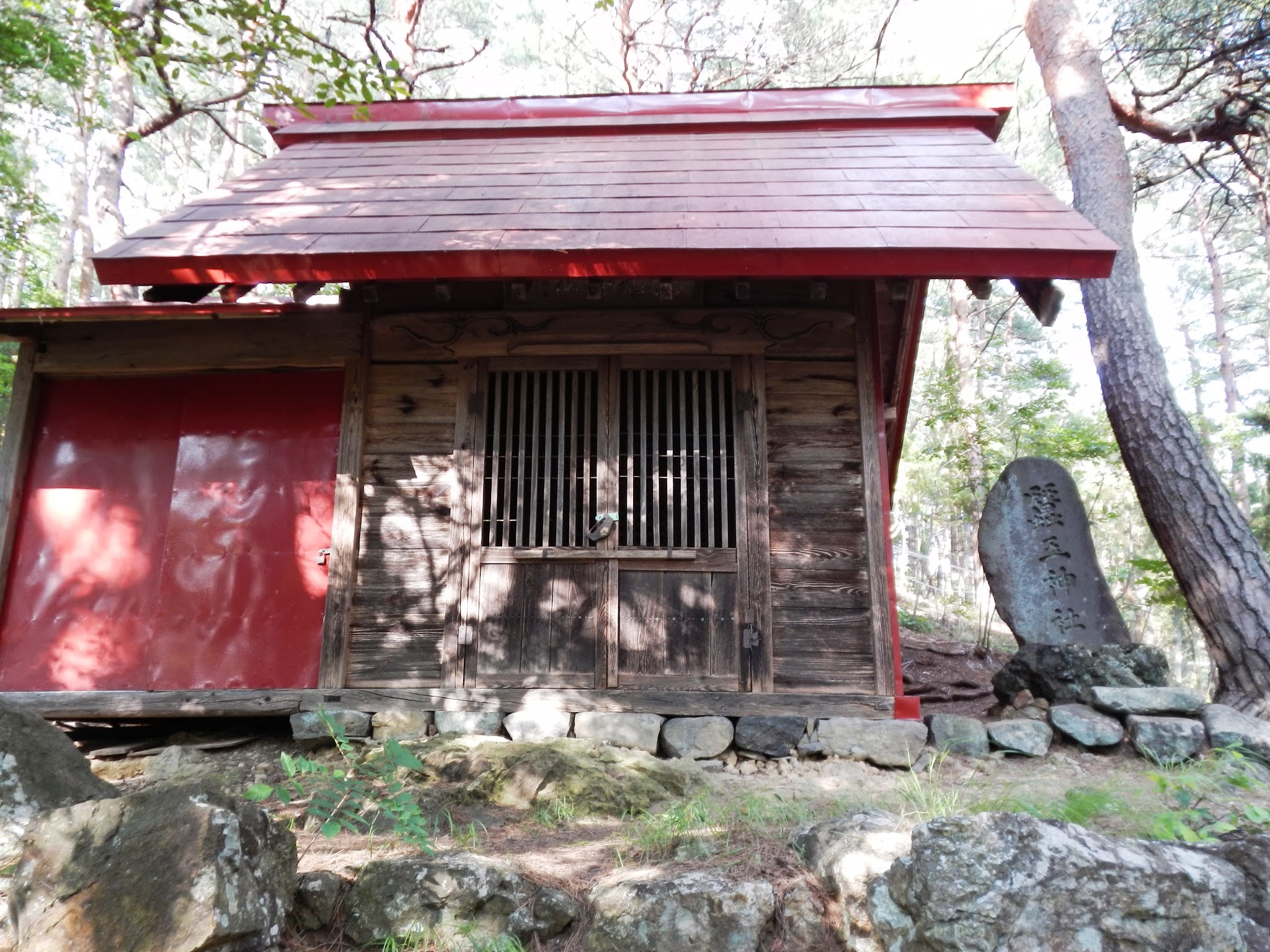
豊平・蚕玉神社

平安時代、『和名類聚抄』にみえる諏訪郡の郷の一つに「山鹿郷」があり、現在の豊平・湖東地区と推定され、南大塩村が中心だったと思われる。山鹿牧、大塩牧という勅旨牧があり、山鹿牧は『延喜式』には、信濃十六牧の一つとして記載された。(埴原牧#概要に詳しい)
- 1875年（明治8年）2月18日 - 筑摩県第十四大区第四小区下菅沢新田村・福沢村・南大塩村・塩之目村・下古田村・上古田村・宮原新田村・中込新田村・御作田新田村が合併して豊平村となる。
- 1876年（明治9年）8月21日 - 筑摩県廃止にともない、長野県南第十四大区第四小区となる。
- 1879年（明治11年）1月4日 - 郡区町村編制法の施行により長野県諏訪郡となる。
- 1879年（明治11年）6月30日 - 大小区廃止にともない、湖東村との連合戸長役場（豊平村湖東村戸長役場）を豊平村南大塩に置く。
- 1889年（明治22年）4月1日 - 町村制施行に基づき、豊平村役場が発足。
- 1955年（昭和30年）2月1日 - ちの町・宮川村・金沢村・玉川村・泉野村・北山村・湖東村・米沢村と合併して茅野町が発足。同日豊平村廃止。

## 有名な出身者
- 小尾権三郎
- 福澤諭吉（祖先が、豊平、福沢区の出身とされる。）
- 島木赤彦（誕生地は諏訪市という説と、豊平下古田の生まれと言う説がある。）
- 長田新
- 長田幹雄
- 塚原葦穂
- 宮坂英弌（尖石・与助尾根遺跡の発掘にあたり、茅野市尖石縄文考古館を設立した。)